# Spellcaster (Band)
Spellcaster ist eine US-amerikanische Heavy-Metal und Speed-Metal-Band aus Portland, Oregon. Sie wurde im Jahr 2009 gegründet und veröffentlichte im Juli 2011 ihr Debütalbum Under the Spell bei Heavy Artillery Records.

## Geschichte
Noch im Gründungsjahr nahm die Band die EP Spells of Speed mit drei Liedern auf und veröffentlichte sie in Eigenregie. Diese brachte Spellcaster einen Plattenvertrag bei Heavy Artillery Records ein, wo Spells of Speed im Oktober 2010 im Rahmen der „Wax Maniax“-Reihe mit zwei Livesongs als Bonustracks neu aufgelegt wurde. Im selben Monat tourte die Band zusammen mit Evil Survives durch die USA und trat im Anschluss daran in ihrer Heimatstadt als Vorgruppe bei einem Konzert von Poison Idea und Wehrmacht auf. Bei Heavy Artillery erschien im Jahr 2011 auch das Album Under the Spell.

## Diskografie
- 2009: Spells of Speed (EP, Eigenveröffentlichung)
- 2011: Under the Spell (Heavy Artillery Records)

## Stil
Die Band spielt abwechslungsreichen Heavy- beziehungsweise Speed-Metal mit Einflüssen aus Power- und Thrash-Metal. Vergleiche wurden zu Enforcer, Skullview und Iced Earth gezogen. Die Band sieht sich in der Tradition älterer Metal-Bands aus dem Nordwesten der USA wie Malice, Metal Church, Queensrÿche und Sanctuary.